# 김봉래 (공무원)
김봉래(金烽來, 1959년 경상남도 진주시 ~ )는 대한민국의 국세공무원이다.

## 경력
- 2020년 삼정KPMG 고문
- 2018년 이안세무법인 고문
- 2018년 신한희망재단 이사
- 2014년 국세청 차장
- 2014년 국세청세심사위원회 위원장
- 2013년 서울지방국세청 조사1국장
- 2012년 서울지방국세청 세원분석국장
- 2010년 국세청 운영지원과장
- 2010년 국세청 세원정보과장
- 2009년 국세청 법규과장
- 2008년 국세청 통계기획과장
- 2007년 서울지방국세청 조사1국 조사2과장
- 2006년 제주세무서장
- 2005년 국세청 총무과 인사담당 서기관
- 1999년 국세청 조사국 조사담당 사무관

## 학력
- 배정고등학교 졸업
- 한국방송통신대학교 경영학 학사
- 고려대학교 경영대학원 경영학 석사
- 가천대학교 대학원 경영학 박사

## 수상
- 2018년 홍조근정훈장
- 2017년 납세자권익상(한국납세자연합회)
- 2005년 대통령 표창
- 1995년 근정훈장

## 참고 자료
- [깨진 링크(과거 내용 찾기)]

| 전임 이전환 | 제23대 국세청 차장 2014년 8월 ~ 2017년 7월 | 후임 서대원 |